# Andranofito
Andranofito est une commune urbaine malgache, située dans la partie est de la région de Vakinankaratra.